# Polylepis
Genre
Polylepis est un genre de plantes à fleurs de la famille des Rosaceae. Ce sont des arbres et des arbrisseaux que l’on retrouve dans les Andes en Amérique du Sud. Ces plantes sont pollinisées par le vent et peuvent être reconnues à leurs feuilles pennées et leur écorce multicouche feuilletée. Leur nom scientifique est tiré de cette caractéristique de l’écorce. En fait, « polylepis » est une combinaison de grec et de latin signifiant « plusieurs écailles ».
Les différentes espèces de Polylepis sont connues en Amérique du Sud sous le nom général de Queñoales (de leur nom quechua : qiwiña).

## Distribution
La plupart des espèces de Polylepis poussent dans les Andes au niveau de la limite des arbres, ou au-dessus.
Polylepis tarapacana est ainsi la plante vivant le plus haut au monde et possédant un tronc. Elle pousse entre 3 800 et 4 600 m au-dessus du niveau de la mer, soit largement au-dessus de la limite des arbres (qui se trouve entre 3200 et 3500 dans la région). Ces forêts de Polylepis sont séparées des forêts humides de la yunga ou des vallées andines sèches par la végétation rase de la puna. 
Il existe une controverse pour savoir si la fragmentation de leur distribution actuelle est naturelle ou due à l'activité humaine. Certains scientifiques considèrent que les étendues ouvertes de l'altiplano qui séparent les forêts de Polylepis étaient à l'origine occupées par une forêt continue, qui aurait été défrichée ou brûlée par les premiers occupants de la région.

## Menaces
Les forêts de Polylepis, petites et fragmentées, sont rapidement épuisées par les communautés rurales. Celles qui subsistent fournissent du bois de chauffage, des matériaux de construction et une protection contre l'érosion des sols. Elles servent d'habitat pour des espèces animales menacées.
Des mesures de conservation et de reforestation ont été mises en place dans certains pays (Pérou).

## Taxonomie

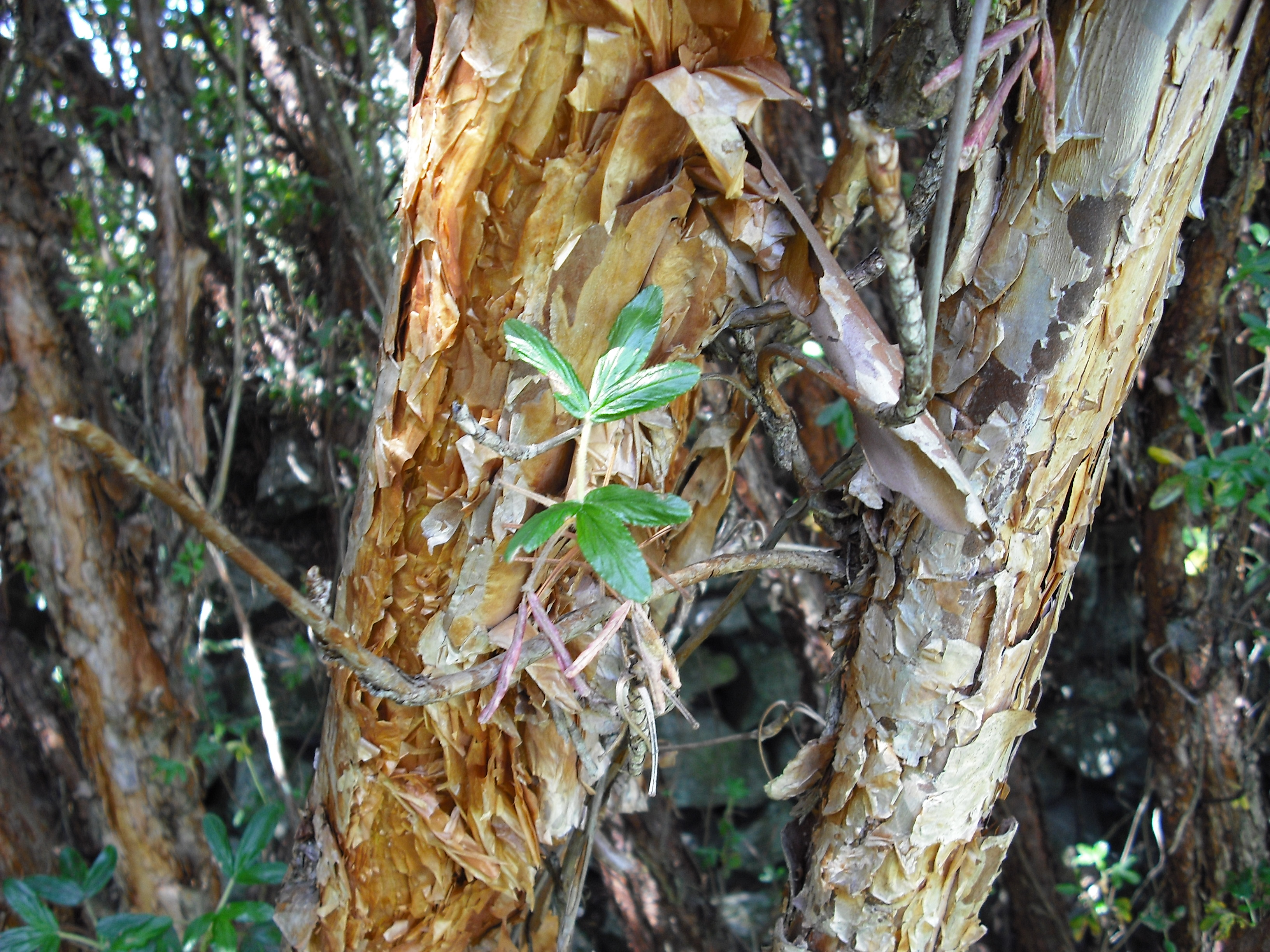
Détail du tronc de Polylepis racemosa.

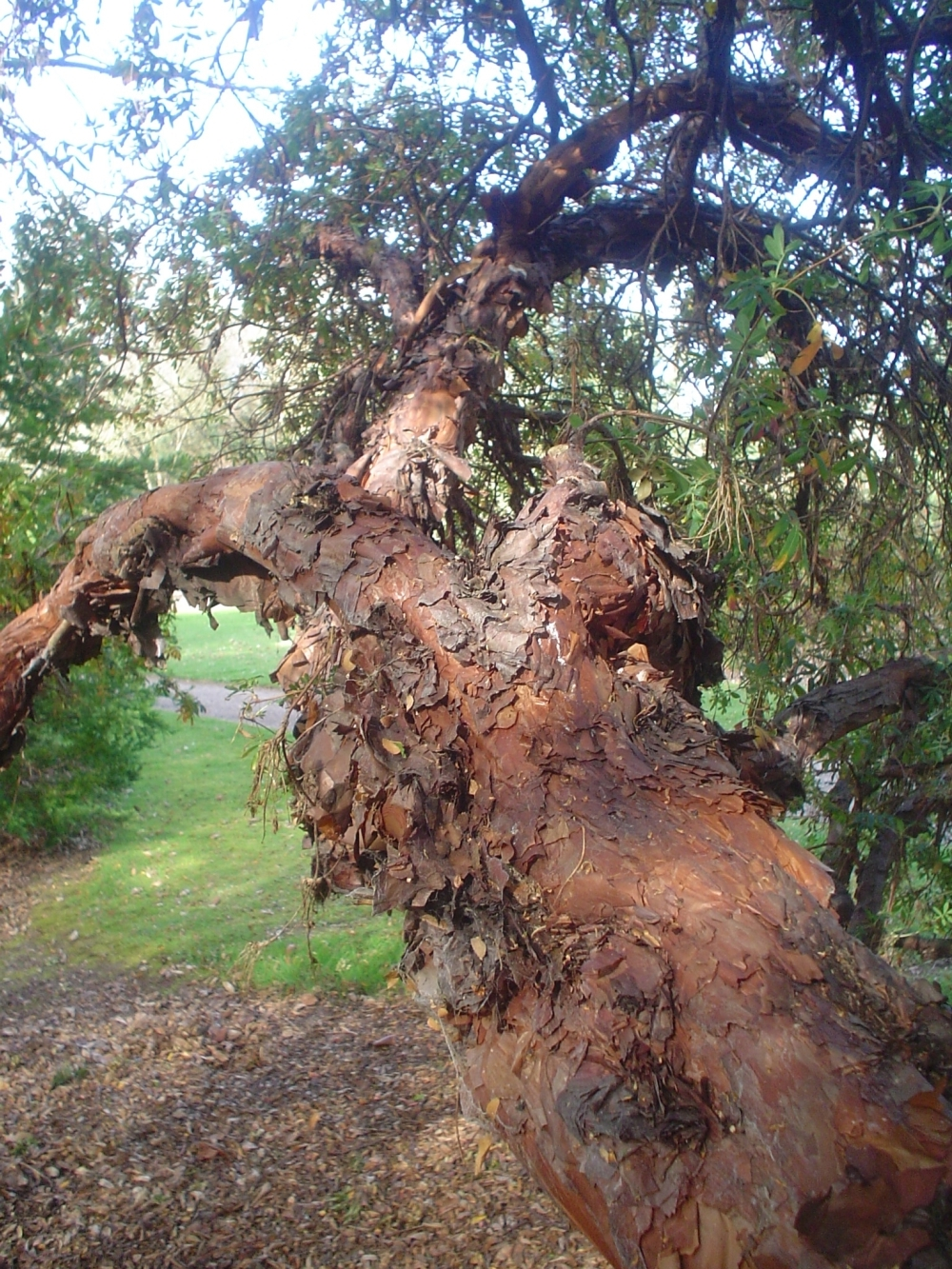
Polylepis australis.

L'histoire taxonomique du genre est complexe. Les botanistes lui ont attribué entre 15 et plus de 30 espèces,. La plus récente mise à jour (2006) en reconnaît 28.

### Espèces
- Polylepis australis
- Polylepis crista-galli
- Polylepis hieronymi
- Polylepis incana
- Polylepis lanuginosa
- Polylepis microphylla
- Polylepis multijuga
- Polylepis neglecta
- Polylepis pauta
- Polylepis pepei
- Polylepis racemosa
- Polylepis reticulata
- Polylepis rugulosa ou Polylepis besseri
- Polylepis subsericans
- Polylepis tarapacana
- Polylepis weberbaueri